# McCord-kígyónyakúteknős
A McCord-kígyónyakúteknős (Chelodina mccordi) a hüllők (Reptilia) osztályának a teknősök (Testudines) rendjéhez, ezen belül a kígyónyakúteknős-félék (Chelidae) családjához tartozó faj.

## Előfordulása
Indonézia területén honos, ahol kizárólag a Kis-Szunda-szigetek közé tartozó Rote szigeten él. A természetes élőhelye édesvízi tavak, valamint hegyvidéki fennsíkok mocsarai, rizsföldek és öntözéses árkok.

## Megjelenése
Ovális páncélja 21 centiméter.
|  |